# Tom Llewyllyn
Tom Llewyllyn (född cirka 1925 - död ????) är en av de genomgående karaktärerna i Simon Ravens romansvit Alms for Oblivion. Rent kronologiskt är Tom Llewylyn inte med i de tre första romanerna men från och med den fjärde romanen (The Rich Pay Late, vilken var den första att publiceras) är han med i samtliga resterande verk. 

## Fiktiv biografi
Till skillnad från flera andra av huvudpersonera är walesaren Llewyllyn inte kommen ur överklassen eller ens den övre medelklassen utan sägs antydningsvis komma ur de lägre samhällsskikten. Hans tidiga år beskrivs inte och man får anta att han kunnat skaffa sig en hygglig utbildning via stipendier. Slående är även den stora förändring som hans person genomgår i sviten, kanske en större förändring än någon av de övriga gestalterna genomgår. 
Då Llewyllyn introduceras 1955 är han en ganska bohemisk och ibland alltför frispråkig skribent som jobbar åt Somerset Lloyd-James på dennes tidning Strix. Llewyllyn är i konstant behov av pengar ("art for art's sake but money for god's sake!") och tycks i stort sett lägga dem på kvinnor, alkohol och andra nöjen när han väl är i besittning av dem. Hans lågvattenmärke är då han berusad ställer till skandal på en fest 1956 och även ställer till det för parlamentsledamoten Peter Morrison genom att sprida en osann skandal om denne. Han försöker senare gottgöra allt detta och har i slutet av 1956 en överraskande framgång med en bok om kommunismens spridning i Östeuropa. 
1959 är han mycket i ropet som författare och står i begrepp att gifta sig med Patricia Turbot, dotter till den kände politikern Sir Edward Turbot. Bröllopet blir en minnesvärd tillställning då huset fattar eld och hans svägerska Isobel rymmer med bedragaren Mark Lewson. 1960 får han och hans maka dottern Tullia, allmänt kallad "Baby." Llewyllyn kommer på god fot med Fielding Gray och engagerar även denne som medarbetare på BBC, där han jobbar i början av 60-talet. Emellertid får Llewyllyn 1962 sparken av en obetydlig anledning men får därefter en inbjudan om att forska på Lancaster College i Cambridge. Hans äktenskap med Patricia, som verkar något mentalt instabil och är allmänt slarvig, är emellertid inte helt lyckligt. Det hela blir inte bättre av att Patricia vantrivs i Cambridge. 
Llewyllyn blir god vän med Daniel Mond och uppträder som en hjälte under studentoroligheter 1967 då han räddar Henry VI:s staty från att vältas över ända. Hans äktenskapliga samliv har dock upphört och då hans alltmer förvirrade hustru börjar bedra honom på alltmer abnorma vis slutar det hela med att hon hamnar på mentalsjukhus. Llewyllyn blir så ensam förälder åt den brådmogna dottern Baby men har stöd av sin svägerska och svåger, Isobel och Gregory Stern. 1973 reser Llewyllyn till Venedig för att där ta hand om vännen Mond under dennes sista tid i livet. När romansviten har så Llewyllyn gått från oansvarig och underhållande festprisse till allvarlig och ansvarsfull akademiker, något märkt av sina äktenskapliga sorger och oberörd av sina yttre framgångar. 